# Рисерв Тауншип (Пенсилванија)
Рисерв Тауншип (енгл. Reserve Township) град је у америчкој савезној држави Пенсилванија.

## Демографија
По попису из 2000. године број становника је 3.856.
| Група             | 2000.         | 2010.    |
| Белци             | 3.765 (97,6%) | 0 (0,0%) |
| Афроамериканци    | 52 (1,3%)     | 0 (0,0%) |
| Азијати           | 11 (0,3%)     | 0 (0,0%) |
| Хиспаноамериканци | 17 (0,4%)     | 0 (0,0%) |
| Укупно            | 3.856         | 0        |